# Kalev
Kalev – według mitologii fińskiej praojciec wszystkich Finów, bardzo ważna postać dla Finów, Estończyków i Karelów i innych narodów bałtycko-fińskich. Występował w fińskiej "Kalevali" i w estońskim "Kalevipoeg" (Synowie Kaleva). W sagach skandynawskich występuje jako Fornjotr i według legendy pochodził z terenów Estonii, a następnie przeniósł się do Finlandii. Zjednoczył wszystkie fińskie plemiona, miał żyć w latach ok. 160-210. Do dziś w języku estońskim pojęcie Kalev jest kojarzone z nadludzką siłą i potęgą, które były atrybutami tego herosa.